# Wagneriana
Wagneriana F.O.P.-Cambridge, 1904 è un genere di ragni appartenente alla famiglia Araneidae.

## Etimologia
Il nome deriva dal naturalista russo Wagner (1849-1934).

## Distribuzione
Le 43 specie oggi note di questo genere sono state rinvenute in America centrale e meridionale: la sola specie tipo W. tauricornis è stata rinvenuta anche in alcune località degli Stati Uniti.

## Tassonomia
Questo genere è considerato sinonimo anteriore di Anawixia Chamberlin, 1916, e di Paraverrucosa Mello-Leitão, 1939, a seguito di un lavoro dell'aracnologo Levi (1991b), contra un analogo studio di Archer (1951a) che ritiene questa denominazione un sinonimo posteriore di Verrucosa McCook, 1888.
A giugno 2012, si compone di 43 specie:
1. Wagneriana acrosomoides (Mello-Leitão, 1939) - dalla Colombia al Brasile
2. Wagneriana alma Levi, 1991 - Brasile
3. Wagneriana atuna Levi, 1991 - dalla Costa Rica al Paraguay
4. Wagneriana bamba Levi, 1991 - Perù
5. Wagneriana carimagua Levi, 1991 - Colombia
6. Wagneriana carinata F. O. P.-Cambridge, 1904 - Guatemala
7. Wagneriana cobella Levi, 1991 - Colombia, Venezuela
8. Wagneriana dimastophora (Mello-Leitão, 1939) - Brasile
9. Wagneriana eldorado Levi, 1991 - Argentina
10. Wagneriana eupalaestra (Mello-Leitão, 1943) - Brasile, Argentina
11. Wagneriana fina Alayón, 2011 - Cuba
12. Wagneriana gavensis (Camargo, 1950) - Brasile
13. Wagneriana grandicornis Mello-Leitão, 1935 - Costa Rica, Brasile
14. Wagneriana hassleri Levi, 1991 - Brasile, Guyana
15. Wagneriana heteracantha (Mello-Leitão, 1943) - Brasile, Argentina
16. Wagneriana huanca Levi, 1991 - Perù
17. Wagneriana iguape Levi, 1991 - Brasile, Paraguay
18. Wagneriana jacaza Levi, 1991 - Colombia, Brasile
19. Wagneriana jelskii (Taczanowski, 1873) - da Trinidad alla Bolivia
20. Wagneriana juquia Levi, 1991 - Brasile, Paraguay, Argentina
21. Wagneriana lechuza Levi, 1991 - Perù, Brasile
22. Wagneriana levii Pinto-da-Rocha & Buckup, 1995 - Brasile
23. Wagneriana madrejon Levi, 1991 - Paraguay
24. Wagneriana maseta Levi, 1991 dalla Colombia all'Ecuador, Brasile
25. Wagneriana neblina Levi, 1991 - Venezuela
26. Wagneriana neglecta (Mello-Leitão, 1939) - da Trinidad all'Argentina
27. Wagneriana pakitza Levi, 1991 - Perù
28. Wagneriana roraima Levi, 1991 - Brasile
29. Wagneriana silvae Levi, 1991 - Perù, Bolivia
30. Wagneriana spicata (O. P.-Cambridge, 1889) - dal Messico alla Costa Rica
31. Wagneriana taboga Levi, 1991 - da Panama al Venezuela
32. Wagneriana taim Levi, 1991 - Brasile
33. Wagneriana tauricornis[2] (O. P.-Cambridge, 1889) - dagli Stati Uniti al Perù
34. Wagneriana tayos Levi, 1991 - dalla Colombia al Perù
35. Wagneriana transitoria (C.L. Koch, 1839) - dal Venezuela all'Argentina
36. Wagneriana turrigera Schenkel, 1953 - Venezuela
37. Wagneriana undecimtuberculata (Keyserling, 1865) - da Panama al Perù
38. Wagneriana uropygialis (Mello-Leitão, 1944) - Argentina
39. Wagneriana uzaga Levi, 1991 - Brasile, Paraguay, Argentina
40. Wagneriana vallenuevo Alayón, 2011 - Hispaniola
41. Wagneriana vegas Levi, 1991 - Cuba, Hispaniola
42. Wagneriana vermiculata Mello-Leitão, 1949 - Brasile
43. Wagneriana yacuma Levi, 1991 - Brasile, Bolivia

### Specie trasferite
- Wagneriana bufo (Denis, 1941); trasferita al genere Araneus Clerck, 1757.
- Wagneriana minutissima Mello-Leitão, 1941; trasferita al genere Kaira O.P.-Cambridge, 1889.
- Wagneriana monticola (Keyserling, 1892); trasferita al genere Parawixia F.O.P.-Cambridge, 1904.